# Orthetrum borneense
Orthetrum borneense är en trollsländeart som beskrevs av Douglas E. Kimmins 1936. Orthetrum borneense ingår i släktet Orthetrum och familjen segeltrollsländor. IUCN kategoriserar arten globalt som otillräckligt studerad. Inga underarter finns listade i Catalogue of Life.